# Тричеро
Тричѐро (на италиански: Tricerro; на пиемонтски: Trisè, Трисе) е село и община в Северна Италия, провинция Верчели, регион Пиемонт. Разположено е на 141 m надморска височина. Населението на общината е 723 души (към 2010 г.).